# Contea di Calhoun (Virginia Occidentale)
La contea di Calhoun, in inglese Calhoun County, è una contea dello Stato USA della Virginia Occidentale. Al censimento del 2000 la popolazione era di 7 582 abitanti. Il capoluogo di contea è Grantsville. La contea deve il suo nome a John C. Calhoun, membro del Senato degli Stati Uniti.

## Geografia fisica
L'U.S. Census Bureau certifica che l'estensione della contea è di 727 km², di cui 727 km² composti da terra e 0 km² composti di acqua.

## Infrastrutture e trasporti

### Strade
- U.S. Highway 33/U.S. Highway 119
- West Virginia Route 5
- West Virginia Route 16

## Contee confinanti
- Contea di Ritchie, Virginia Occidentale - nord
- Contea di Gilmer, Virginia Occidentale - est
- Contea di Braxton, Virginia Occidentale - sud-est
- Contea di Clay, Virginia Occidentale - sud
- Contea di Roane, Virginia Occidentale - ovest
- Contea di Wirt, Virginia Occidentale - nord-ovest

## Storia
La Contea di Calhoun è stata istituita nel 1856.

## Città
- Grantsville

### Comunità non incorporate
| - Adam - Altizer - Annamoriah - Arnoldsburg - Ayers - Beech - Big Springs | - Bigbend - Cabot Station - Chloe - Cremo - Dodrill - Douglas - Euclid | - Five Forks - Freed - Hathaway - Hattie - Henrietta - Hur - Joker | - Leatherbark - Liberty Hill - Millstone - Milo - Minnora - Mount Zion - Mudfork | - Nicut - Nobe - Oka - Orma - Pink - Pleasant Hill - Purdy | - Rhoda - Richardson - Russet - Sand Ridge - Stinson - Sycamore - White Pine |